# Tigrinhos
Tigrinhos är en kommun i Brasilien.   Den ligger i delstaten Santa Catarina, i den södra delen av landet, 1 300 km söder om huvudstaden Brasília. Antalet invånare är 1 757.
Omgivningarna runt Tigrinhos är en mosaik av jordbruksmark och naturlig växtlighet. Runt Tigrinhos är det ganska tätbefolkat, med 108 invånare per kvadratkilometer.